# Gieves & Hawkes
Gieves & Hawkes er et britisk herreskrædderi i Savile Row nr. 1 i London. Virksomheden er grundlagt i 1771 og ejes af konglomeratet Trinity Ltd fra Hong Kong. Gieves and Hawkes er en af de ældste skræddervirksomheder i verden. Den er kongelig hofleverandør, og sælger ready-to-wear, skræddersyet tøj og militæruniformer. Kreativ direktør er Jason Basmajian, som tidligere har arbejdet for Brioni.

## Historie
Gieves & Hawkes' virksomhed blev baseret på British Army og Royal Navy og har altid været associeret med den britiske kongefamilie.
Efter at være kommet til London i 1760 åbnede Thomas Hawkes sin første butik i 1771 i Brewer Street, hvor han betjente herrer. Størstedelen af hans kunder var officerer i British Army, og derved blev kong George 3. kunde. Han udvidede til detailhandel og flyttede til nr. 17 (senere nr. 14) på Piccadilly i 1793, hvor virksomheden for første gang blev kgl. hofleverandør i 1809.
I 1835 blev James Watson Gieve ansat af 'Old Mel' Meredith, der var skrædder fra Portsmouth og udnævnt af Royal Navy. Meredith havde syet den uniform, som admiral Lord Nelson havde på, da han blev dræbt ombord på HMS Victory under slaget ved Trafalgar. I 1852 slog Gieve sig sammen med Joseph Galt, og i 1887 købte Gieve resten af Gieves & Co. Han døde 1888.
Den 23. december 1912 købte Hawkes & Co. №1 Savile Row af Royal Geographical Society for £38.000, bl.a. fordi firmaet havde syet tøj til mange opdagelsesrejsende. I 1974 købte Gieves Ltd firmaet Hawkes & Co. brugsretten til 1 Savile Row. Firmaet fik herefter navnet Gieves & Hawkes. I 2009 blev Kathryn Sargent fra Gieves and Hawkes den første kvindelige cheftilskærer i Savile Row.
Gieves & Hawkes har syet for bl.a. Winston Churchill, Admiral Lord Nelson, hertugen af Wellington, Charlie Chaplin, Michael Jackson, cricketspilleren Tom Kerr-Sheppard, David Beckham, Mikhail Gorbachev, Bill Clinton, George W. Bush og prinsesse Diana. De syr også uniformerne til Honourable Corps of Gentlemen at Arms.

## Current operations
Firmaet blev købt af USL Holdings Ltd fra Hong Kong i 2002. I maj 2012 blev Gieves & Hawkes købt af Trinity Limited, der har distribueret Gieves & Hawkes til over 100 butikker i både Storbritannien, Hong Kong, Kina og Taiwan.
I juni 2009 begyndte Gieves & Hawkes et nyt partnerskab med det britiske Formel 1-hold Brawn GP og syede holdets officielle grå enkeltradede jakkesæt med hvid skjorte og slips i holdets farver.
I 2011 blev deres flagskibsbutik på Savile Row renoveret og omdannet til en herreekviperingsforretning med concession af Carreducker håndsyede sko. I oktober sponserede Gieves & Hawkes Scott-Amundsen Centenary Race med seks soldater fra British Army, hvor hele overskuddet gik til Royal British Legion.

### Britiske butikker
| - London, Savile Row - London, Selfridges - Bath | - Chester - Liverpool - Winchester |

## Kongelig hofleverandør
Gieves & Hawkes har fremstillet tøj til militæret og den britiske kongefamilie. Hawkes & Co. blev kongelig hofleverandør i 1809 under George 3..
Gieves & Hawkes leverer til dronning Elizabeth 2., prins Philip og prins Charles.